# ريتشارد توماس بيكر
ريتشارد توماس بيكر (1854-1941) (بالإنجليزية: Richard Thomas Baker)‏ هو عالم نبات أسترالي.